# Gastronomía de Ibiza y Formentera

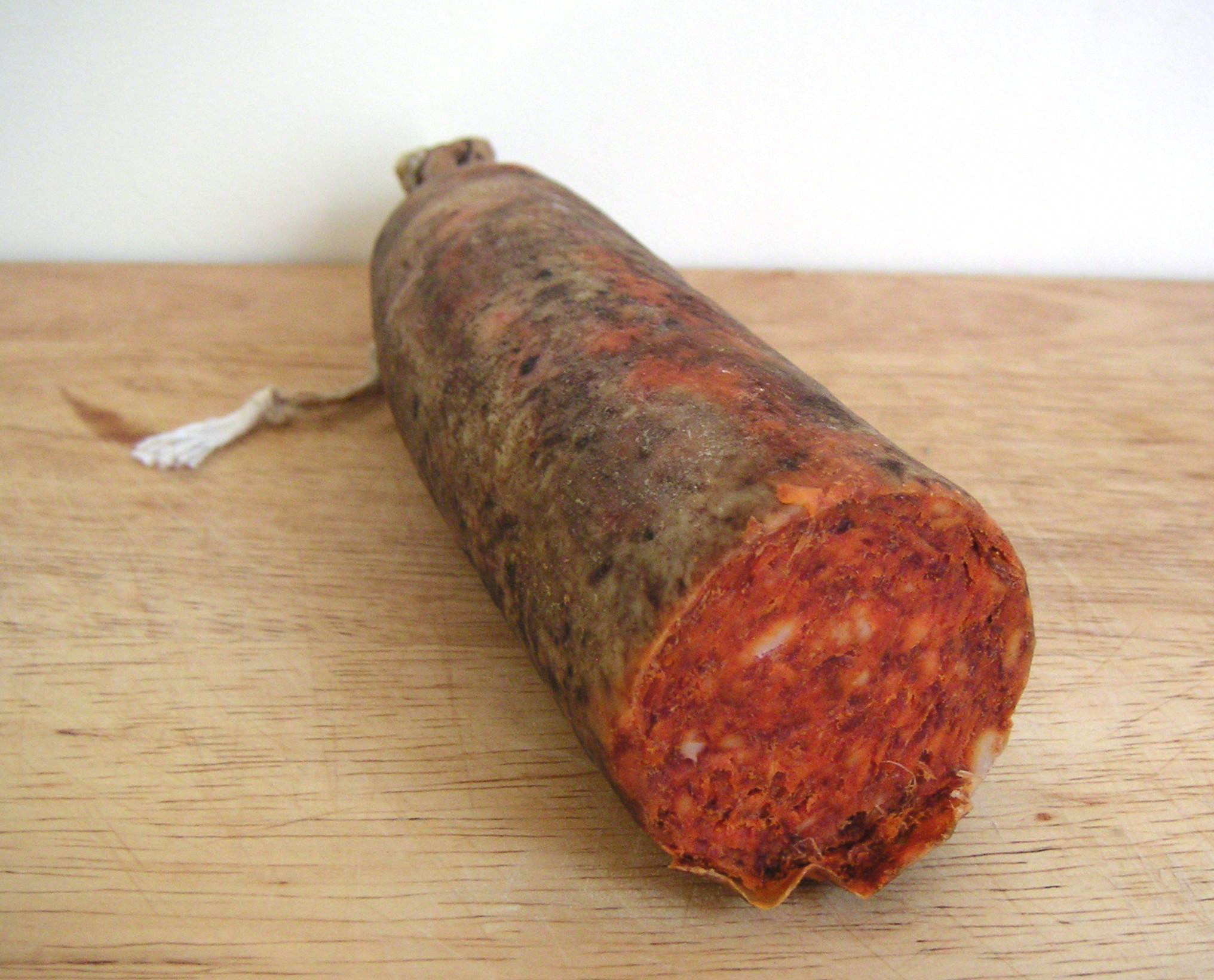
Sobrasada

La gastronomía de Ibiza y Formentera trata sobre la comida y las bebidas típicos de la cocina de la Isla de Ibiza y de la isla de Formentera, la cual se repobló el siglo XVIII por colonos procedentes mayoritariamente de los territorios de Girona, el Rosello y Ampurdán.
La condición de islas da unidad a una cocina de herencia catalana y origen payés, compartida por los cinco municipios de Ibiza y el único de Formentera. 
La cocina ibicenca está marcada por su naturaleza marítima, con una variedad enorme de platos de marisco o pescado. Esto se complementa con las carnes y hortalizas típicas de la dieta mediterránea. La afluencia de turismo ha creado un sector de restauración destacable, que ha impactado en la oferta gastronómica con la creación de varios restaurantes de alta gama. 

## Ingredientes básicos
- Verduras: patata, tomate, berenjena, pimiento, cebolla.
- Frutas: uva.
- Aves: pollo.
- Carne: cerdo, cordero.
- Pescado y marisco.

## Especialidades
A continuación se detalla los elementos más destacables de la gastronomía de estas dos islas:

### Frit de polp (Frito de pulpo
Este plato de la comida típica de Ibiza empezó siendo una de las tapas estrella de los bares. Pero ha evolucionado hasta convertirse en el plato principal de muchos restaurantes y hogares de la isla.
Requiere de una lenta preparación, que necesita varias cocciones (cada ingrediente por su lado hasta llegar al encuentro final en la sartén), a base de pulpo, patatas, cebolletas, cebollas y pimientos de calidad.

### Aliñada payesa
La aliñada payesa es un tipo de ensalada a base de patata, tomate, cebolla, berenjena y pimiento aliñada con aceite de oliva. En Formentera además se  suele añadir pescado seco envuelto con el resto de ensalada.

### Sofrit pagès (Sofrito payes)
Lo sofrito labrador, parecido al frito mallorquín, es un sofrito de cordero y pollo con patatas. Otra receta emplea gallina, cordero, cerdo, lard, panceta, sobrasada, morcilla y patata. Es condimentado con ajo, perejil, sal, pimienta, canela en polvo, clavo y azafrán. Se cuecen los ingrediente dentro de un caldo de carne hasta que el caldo desaparezca. Es habitual tomar como segundo plato.

### Arroces
Entre los platos de arroz ibicencos figuran el arroz brut, con sepia y su tinta, el arroz a la labradora, con sobrasada, el arroz con gerret y piña de col el arroz con carne y el arroz con pescado.

### Bullit y Guisat de peix
Con algunas diferencias, en función de los ingredientes que aporte cada chef, tanto el bullit como el guisat de peix son el equivalente ibicenco de la caldereta de pescado. Un plato que no solo forma parte de la cocina tradicional de Ibiza, sino de buena parte de los pueblos del Mediterráneo. Preparación, que aprovecha los peces y mariscos para sacarles la máxima sustancia al cocerlos con patatas en una salsa a base de aceite de oliva virgen, ajo, cebolla, perejil, azafrán y almendras. En el caso del Bullit de peix, la esencia de las diferentes especies marinas utilizadas se traslada al arroz. De esta forma, se convierte en uno de los platos más sofisticados de muchos restaurantes de la isla, sobre todo de los que se encuentran junto al mar.

### Vientre relleno
El vientre relleno es un embutido cocido corto y grueso, en el cual se aprecian trozos de carne, que se hacía tradicionalmente en las matanzas para reservarlo para alguna ocasión especial.

### Sobrasada
Como en Mallorca y en Menorca, en Ibiza y Formentera también se hace sobrasada de buena calidad. En estas islas se diferencia la sobrasada labradora; en forma de herradura, de grano grueso y curación más corta; de la cular, que está embutida en la tripa gruesa del cerdo y la carne de la cual está picada más fina y con un tiempo triple de curación respecto a la labradora. La sobrasada pitiusa extra es la cular pero con una duración de curación todavía más larga.

### Salsa de Navidad
Para Navidad se prepara una salsa llamada Salsa de Nadal. Está hecha en base de almendras, huevos, caldo de carne, azúcar, especies y azafrán, y es un ejemplo de la identidad de la cocina catalana, la mezcla de dulce y salado. Se cree que proviene de los árabes. Se toma caliente dentro de una taza como un tipo de guarnición para la torta de bizcocho.

### Flaó
El flaó, un dulce de origen incierto que reaparece en todo el mediterráneo y en varias comarcas de los Países Catalanes, es un tipo de pastel de queso (de oveja y/o cabra), aromatizado con unas hojas de hierbabuena y bañado en azúcar glass.

### Coca
La coca es un producto artesanal típico de todas las comarcas, que en Ibiza y Formentera adopta una variedad de formas. Entre de ellas figuran la coca de gató, coca de pebrera, coca de tomate, coca de sobrasada y coca de acelga.

## Otros platos típicos
- Borrida de manada, un plato que tiene variantes en todo el mediterráneo pero muy arraigado en la gastronomía popular de Ibiza y Formentera donde se prepara de forma muy especial. Es una cazuela de patata y manada a la cual se añade salsa hecha con una picadura con ajo y otras especias, huevo batido y aceite de oliva.[2][3][3] Otra borrida bastante popular se hace con bacalao.
- Cocarrois de acelgas.[2]
- Cocinado, verdura con guixes que se come por Semana Santa.
- Frita de pulpo, de cerdo y de freixura.[2]
- Guisado de pescado, una versión local del suquet de pescado o de la calderada mediterránea que se hace en greixera y que contiene patatas, alioli y mero, que se acompaña de gallo, manada, emperador, langosta y gambas.[2][4]
- Pescado seco, pescado condimentado con especies que se deja secar al sol y se come en ensalads, de las cuales destaca la ensalada de Formentera, con pescado seco, tomate, patata y cebolla.[2][5]
- Sopa de menudillos. En base de hígado, sangre, un païdor y huevo de gallina. Se prepara haciendo un sofrito, se  añade los menudillos y la sopa.[2]
- Atún a la ibicenca, cocinada en cazuela de barro con pasas y piñones, verduritas, vino blanco, limón y especias.[6]

## Dulces típicos
- Buñuelos azucarados.[2]
- Greixonera hecho con leche y ensaimada.[2]
- Macarrones de San Juan, un tipo de arroz con leche al cual el arroz se sustituye por pasta (que, a pesar del nombre, son tallarines, no macarrones) originario de San Juan de Labritja y típico de sus fiestas patronales, por san Juan.[2][7]
- Panellets para Todos los Santos.[2]
- Orelletes, un dulce antiguamente ligado a las fiestas.
- Magdalenas labradoras, unos pasteles hechos con base de milhojas rellenas de pasta de almendra cocidos al horno con azúcar en polvo por el encima.

## Bebidas típicas
- Los vinos tintos y blancos con denominación vino de la tierra de Ibiza, de Sant Antoni de Portamany, y vino de la tierra de Formentera.
- Licores: hierbas Ibicencas, frígola, absenta.
- Café: café caleta (café con coñac, canela, cascares de cítricos y azúcar).

## Ferias gastronómicas
Las Fiestas Labradoras de San Juan de Labritja incluyen degustaciones de la cocina autóctona.
Desde 2008, en abril se realiza la Muestra Gastronómica de Formentera, en San Francisco Javier.